# Albert Charles Seward
Sir Albert Charles Seward, FRS, (Lancaster, 9 ottobre 1863 – Oxford, 11 aprile 1941), è stato un botanico e geologo britannico.

## Biografia
Seward nacque a Lancaster. La sua prima istruzione fu alla Lancaster Grammar School e poi proseguì al St John's College di Cambridge, con l'intenzione di soddisfare il desiderio dei genitori di dedicare la sua vita alla chiesa. Il suo interesse fanciullesco per la botanica e la zoologia presto riemerse, aiutando a ispirare le lezioni di William Crawford Williamson. La sua attitudine divenne presto evidente e fu nominato docente in botanica all'Università di Cambridge nel 1890, divenne in seguito un tutor all'Emmanuel College e successivamente succedette a Harry Marshall Ward come Professore di Botanica, Università di Cambridge dal 1906 to 1936.., Qui divenne membro fondatore della University of Cambridge Eugenics Society, diventando infine il suo presidente. È stato redattore congiunto (con Francis Darwin) di More letters of Charles Darwin (1903). Fu eletto membro della Royal Society nel 1898 e gli fu assegnato la Medaglia Murchison della Geological Society di Londra nel 1908. Nel 1931 Seward respinse la nozione di origine biologica degli stromatoliti. Questo rifiuto divenne noto come "Follia di Seward".
Gli studi di Seward sula paleobotanica del Mesozoico  gli fecero guadagnare l'appartenenza alla Royal Society alla giovane età di trentacinque anni. Dedicà molto tempo all'istruzione, sia come amministratore universitario che dipartimentale, e come scrittore in materia educativa. Questo botanico è indicato dall'aubbreviazione dell'autore Seward Citando un Nome Botanico.
Il suo interesse per le piante è andato oltre i vivi e i fossili. Nel 1935 pubblicò uno studio sulle sculture floreali nella casa del capitolo del Southwell Minster.
Seward morì a Oxford, all'età di 77 anni.

## Famiglia
Sua figlia sposò il suo allievo, John Walton, figlio dell'artista Edward Arthur Walton. John fu in seguito professore di botanica all'Università di Glasgow.

## Cronologia
- 1885-86 Onori di prima classe all'Università di Cambridge
- 1886 Intraprende una carriera in Paleobotanica
- 1890-1906 Docente in botanica a Cambridge
- 1892 Premio Sedgwick per il saggio piante fossili come test del clima [8]
- 1894-95 Pubblicazione di  "The Wealden Flora"[9]
- 1898 Fellow of the Royal Society di Londra
- 1898-1919 Pubblicazione di  "Fossil Plants"
- 1900-1904 Pubblicazione di '"The Jurassic Flora"'
- 1906-36 Professore di botanica a Cambridge
- 1908 Murchison Medal della Geological Society of London
- 1909 Pubblicazione di "Darwin and Modern Science" - Saggi a cura di A. C. Seward
- 1915-36 Master di Downing College, Cambridge
- 1922-24 Presidente della Geological Society di Londra
- 1924-26 Vice Cancelliere di Cambridge
- 1925 Royal Medal della Royal Society
- 1930 Presidente del Quinto Congresso Botanico internazionale
- 1930 Wollaston Medal della Società geologica
- 1931 Presidente della International Union of Biological Sciences
- 1931 Pubblicazione di "Plant Life Through the Ages"
- 1934 Darwin Medal della Royal Society
- 1936 Conferma di cavaliere
- 1939 Presidente della British Association for the Advancement of Science[10][11]

## Pubblicazioni selezionate
- (EN) LuEsther T. Mertz Library New York Botanical Garden, Fossil Floras of Cape Colony (1903), London, Printed for the trustees of the South African Museum and the Geological Commission of the Colony of the Cape of Good Hope by West, Newman & Co., 1903. URL consultato il 18 agosto 2023.
- (EN) Charles MBLWHOI Library, Francis Darwin e A. C. (Albert Charles) Seward, More Letters of Charles Darwin  (Volume 1, London, J. Murray, 1903. URL consultato il 18 agosto 2023.
- (EN) Charles MBLWHOI Library, Francis Darwin e A. C. (Albert Charles) Seward, More letters of Charles Darwin. A record of his work in a series of hitherto unpublished letters, London, J. Murray, 1903. URL consultato il 18 agosto 2023.
- (EN) A. C. (Albert Charles) MBLWHOI Library, Cambridge Philosophical Society e Cambridge University Press, Darwin and modern science; essays in commemoration of the centenary of the birth of Charles Darwin and of the fiftieth anniversary of the publication of the Origin of species, Cambridge, University press, 1909. URL consultato il 18 agosto 2023.
- (EN) A. C. (Albert Charles) NCSU Libraries, Links with the past in the plant world, Cambridge, University Press, 1911. URL consultato il 18 agosto 2023.
- (EN) A. C. (Albert Charles) University of California Libraries, Science and the Nation;, Cambridge [Eng.] : University press, 1917. URL consultato il 18 agosto 2023.
- (EN) A. C. (Albert Charles) Wellcome Library, Plant life through the ages : a geological and botanical retrospect, New York : Hafner, 1933. URL consultato il 18 agosto 2023.
- (EN) Seward Albert Charles, Geology For Everyman, The University Press, Cambridge, 1944. URL consultato il 18 agosto 2023.
- (EN) 2011 pbk edition, ISBN 978-0-521-23897-7.